# 甘納雷奇峰
46°36′43.3″N 8°47′11.2″E / 46.612028°N 8.786444°E

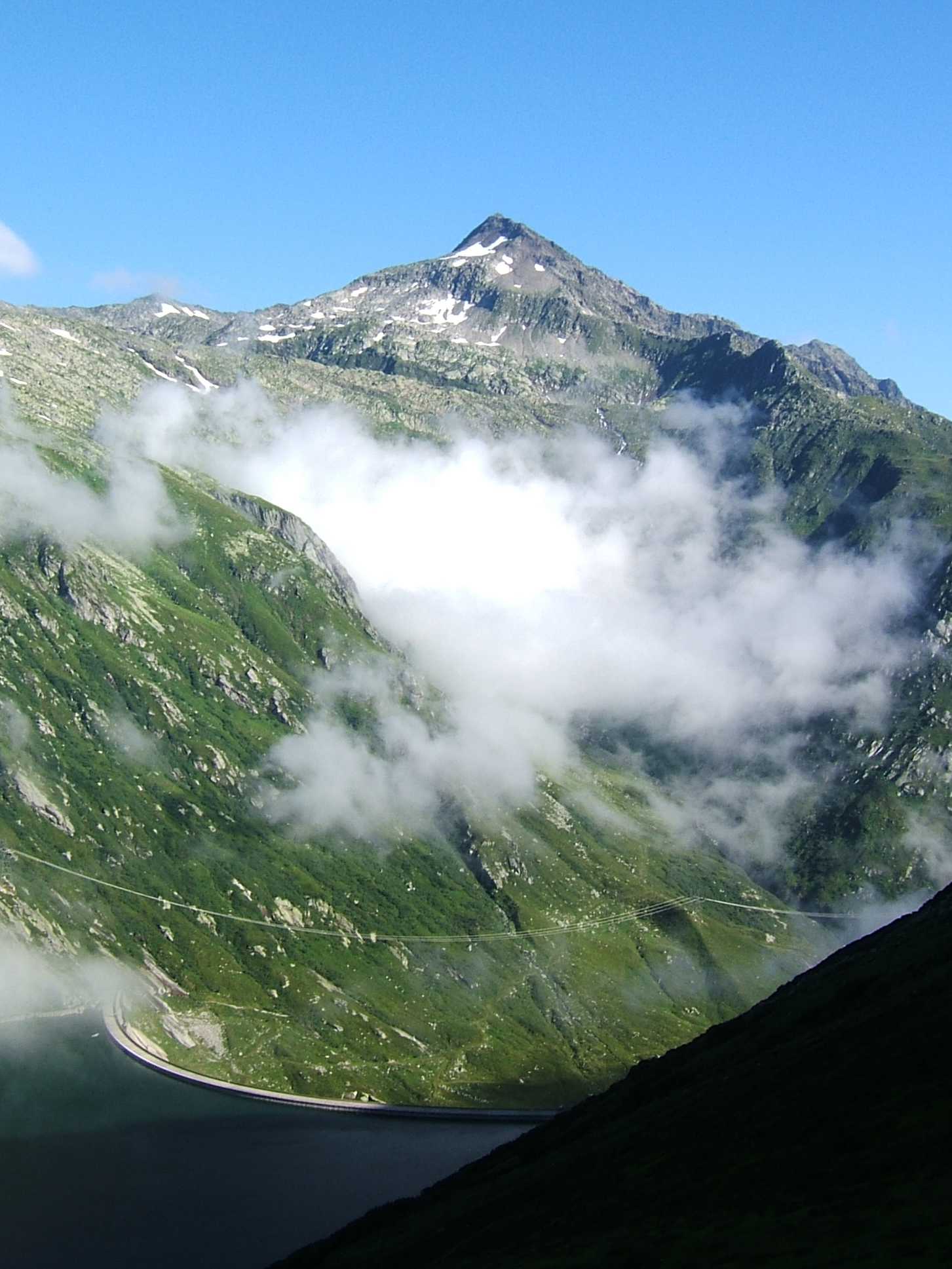

甘納雷奇峰（Piz Gannaretsch），是瑞士的山峰，位於該國東南部，由格勞賓登州負責管轄，屬於勒蓬廷山的一部分，海拔高度3,040米，每年平均降雨量2,385毫米。